# 伊東千尋
伊東 千尋（いとう ちひろ、1962年（昭和37年）8月11日 - ）は日本の工学者、和歌山大学学長。ジアセチレン結晶を固相光重合させた「ポリジアセチレン結晶」の研究者。理学博士。

## 来歴
静岡県三島市出身。静岡県立韮山高等学校理数科、名古屋大学工学部原子核工学科卒業。同大学院工学研究科結晶材料工学専攻修士課程修了。同大学院理学研究科物理学専攻博士課程修了。日本学術振興会特別研究員。1990年（平成2年）旭化成工業(株)入社。同ポリマー開発研究所を経て、名古屋大学理学部助手、1999年（平成11年）、和歌山大学システム工学部助教授。システム工学部教授を経て、2019年（平成31年）4月、第17代学長に就任した。
「光励起による物質の構造変革、光励起による新物質の創出」というテーマで研究活動をしている。